# Liste der Mitglieder der Deutschen Akademie der Naturforscher Leopoldina/1653
Die Liste der Mitglieder der Deutschen Akademie der Naturforscher Leopoldina für 1653 enthält alle Personen, die im Jahr 1653 zum Mitglied ernannt wurden. Insgesamt gab es ein neu gewähltes Mitglied.

## Mitglieder
| Nr. | Name                     | Beiname | Geboren       | Aufnahme | Gestorben | Bild |
| --- | ------------------------ | ------- | ------------- | -------- | --------- | ---- |
| 13  | Albert Conrad Langenauer |         | 12. Apr. 1629 | 30. Dez. | 1656      |      |